# Dolga Brda, Grebinj
Dolga Brda (nemško Langegg) je naselje v Občini Grebinj v Okraju Velikovec na Koroškem v Avstriji.